# Irad
Irad je lik iz Knjige Postanka, sin Henoka, unuk Kajina i otac Mehujaela. 